# Dientamoeba fragilis
Dientamoeba fragilis är en humanparasit som finns i hela världen och som såvitt känt ej förekommit hos djur. Som ger symptom i form av magsmärta och diarré men som även kan finnas i tarmen utan symptom.
Kan behandlas med antibiotika och sprids med avföring. Men kan undvikas med god handhygien.